# Riforme di Atatürk

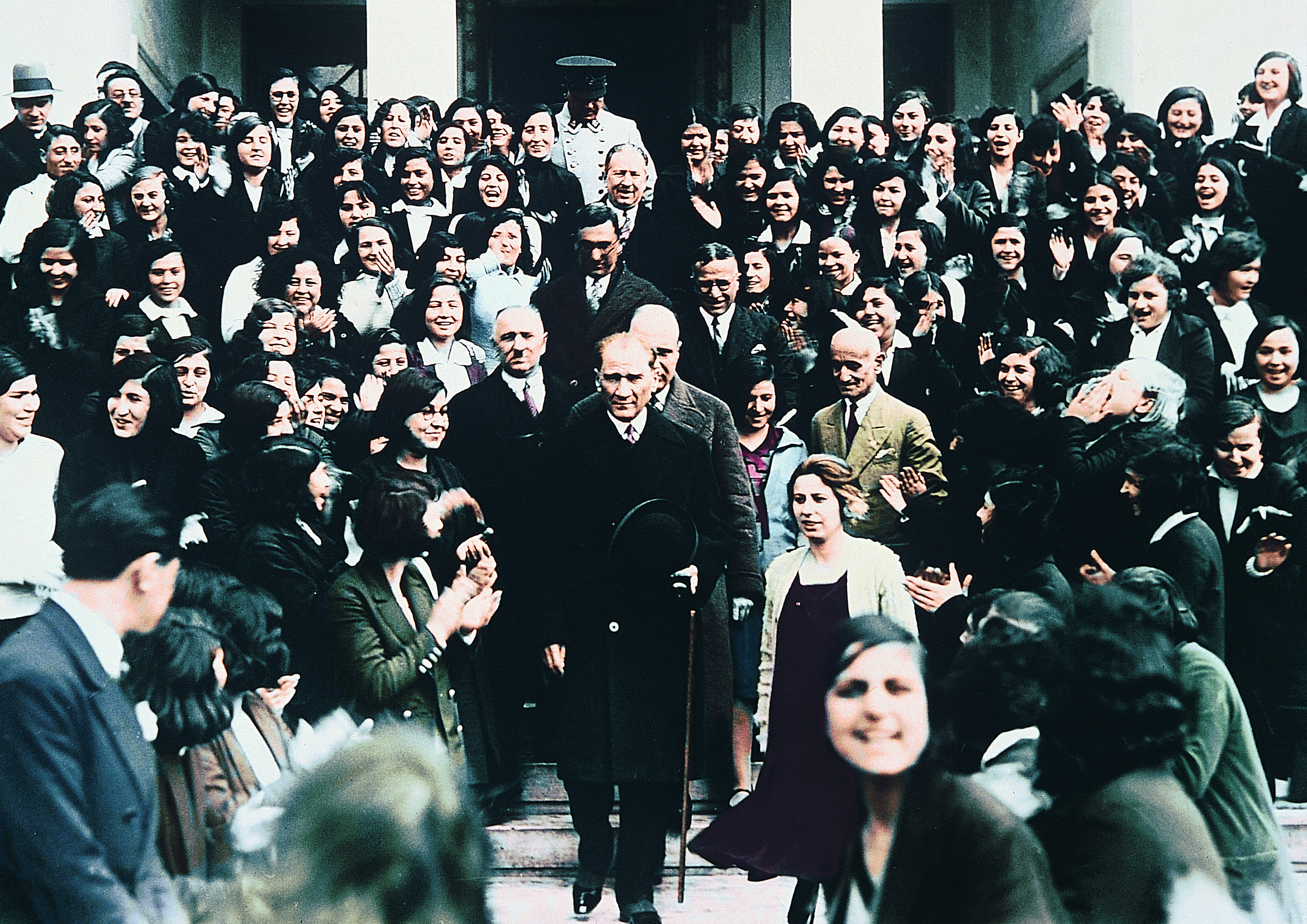
Atatürk visita il liceo femminile di Smirne il 1º febbraio 1931. Dopo la riorganizzazione dell'Università di Istanbul con la legge universitaria del 31 maggio 1933, il governo turco introdusse l'istruzione coeducativa nelle accademie, college e università in Turchia.

Le riforme di Atatürk (in turco Atatürk Devrimleri) furono una serie di cambiamenti politici, giuridici, religiosi, culturali, sociali ed economici, progettati per convertire la nuova Repubblica di Turchia in uno Stato-nazione laico e moderno, attuati sotto la guida di Mustafa Kemal Atatürk in linea con l'ideologia kemalista. Al centro delle riforme vi era la convinzione che la società turca si sarebbe dovuta "occidentalizzare" intesa come una "modernizzazione" ottenuta adottando la cultura occidentale in settori come la politica (riforme politiche), l'economia (riforme economiche), lo stile di vita (riforme sociali), la legge (riforme giuridiche), alfabeto (riforme educative), ecc. sia politicamente che culturalmente per essere avanzata. Le riforme hanno comportato una serie di cambiamenti istituzionali fondamentali che hanno posto fine a molte tradizioni e hanno seguito un programma attentamente pianificato per svelare il complesso sistema che si era sviluppato nei secoli precedenti.
Le riforme iniziarono con la modernizzazione della costituzione, inclusa l'emanazione della nuova Costituzione del 1924 in sostituzione della Costituzione del 1921, e l'adattamento delle leggi e della giurisprudenza europea alle esigenze della nuova repubblica. Ciò è stata seguita da una profonda secolarizzazione e modernizzazione dell'amministrazione, con particolare attenzione al sistema educativo.
Storicamente, le riforme di Atatürk si rivolsero a due periodi: il Tanzimât ("riorganizzazione") dell'Impero ottomano, che iniziò nel 1839 e terminò con la Prima era costituzionale nel 1876, e i vari sforzi per secolarizzare, democratizzare e modernizzare l'impero durante la Seconda era costituzionale dal 1908 al 1913.

## Obiettivi
L'obiettivo delle riforme di Atatürk era mantenere l'indipendenza della Turchia dal governo diretto delle forze esterne (paesi occidentali). Il processo non era utopistico (nel senso che non rappresentava l'idea di un leader di come sarebbe dovuta essere una società perfetta, ma era inteso come una forza unificante di una nazione), in quanto Atatürk unì la maggioranza musulmana turca dal 1919 al 1922 con la Guerra d'indipendenza turca, e rovesciò le forze straniere che occupavano quella che il Movimento Nazionale Turco considerava la patria turca. Tale spirito combattivo divenne la forza unificante che stabilì l'identità di un nuovo Stato. Nel 1923 fu firmato il Trattato di Losanna, che pose fine all'Impero ottomano e riconobbe a livello internazionale la neonata Repubblica di Turchia. Dal 1923 al 1938 furono avviate una serie di riforme politiche e sociali radicali che hanno trasformato la Turchia e inaugurato una nuova era di modernizzazione, compresa l'uguaglianza civile e politica per le minoranze settarie e delle donne.

### Riforma dell'Islam
L'Impero ottomano era uno Stato islamico in cui il capo di Stato, il sultano, ricopriva anche la carica di califfo. Il sistema sociale era organizzato attorno alla struttura del millet che consentiva un grande grado di continuità religiosa, culturale ed etnica nella società, ma allo stesso tempo permetteva di incorporare l'ideologia religiosa nel sistema amministrativo, economico e politico. Si può definire questo stile di vita come islamismo (Islam politico), ovvero "la convinzione che l'Islam debba guidare la vita sociale e politica oltre che quella personale".
Vi erano due sezioni del gruppo d'élite al timone dei dibattiti per il futuro. Questi erano i "riformisti islamici" e gli "occidentali". Molti obiettivi di base erano comuni a entrambi i gruppi. Alcuni intellettuali laici, e persino alcuni pensatori musulmani di mentalità riformista, accettavano l'idea che il progresso sociale in Europa avesse seguito la riforma protestante, come espresso in Histoire de la civilization en Europe (1828) di François Guizot. I pensatori musulmani riformisti conclusero dall'esperienza luterana che la riforma dell'Islam era imperativa. Abdullah Cevdet, İsmail Fenni Ertuğrul e Kılıçzâde İsmail Hakkı (İsmail Hakkı Kılıçoğlu), nella schiera dei pensatori occidentali, si ispiravano piuttosto alla successiva emarginazione della religione nelle società europee. Per loro, una religione riformata aveva solo un ruolo temporaneo da svolgere come strumento per la modernizzazione della società, che successivamente sarebbe stata messa da parte (dalla vita pubblica e limitata alla vita personale).

#### Rimozione delle strutture classiche
L'idea di base era che il sultanato e il califfato fossero strutture governative corrotte e dovevano essere sostituite con un nuovo governo e un'amministrazione (moderni) che avrebbero protetto tutti i musulmani e adempiuto al loro ruolo in conformità alle esigenze delle moderne nazioni turche. Gli ultimi governi ottomani furono monopolizzati dall'Occidente in termini di struttura economica e politica di governo. I califfi ottomani invece di essere leader musulmani rispettati da altre nazioni, sembravano essere il simbolo dell'obbedienza verso le altre nazioni. Le riforme erano mirate alla "leadership islamica tradizionale" a causa dell'idea che "la sovranità nazionale e l'autorità islamica" fossero in conflitto. Le istituzioni degli "ulama" chiamate Sheikh-al-Islam e il ministero della Shari'a furono rimossi, evento che fu seguito dal declino del loro numero. Non c'erano più istituzioni religiose che emanavano fatwa. L'abolizione di queste istituzioni ufficiali ha dato un grande impatto alla pratica religiosa tra il popolo turco.

#### Creazione di strutture moderniste
L'Islam modernista è stata la principale riforma verso la modernizzazione della Repubblica turca.
La sovranità appartiene alla nazione turca, quindi la religione dell'Islam doveva essere riformata e reinterpretata. Le riforme, per molti aspetti, miravano a diminuire l'influenza della civiltà araba e islamica all'interno della società turca. A seguito di questa riforma, diminuirono anche le iscrizioni degli studenti alla facoltà di Teologia dell'Università di Istanbul.

### Occidentalizzazione
I giovani turchi e altri intellettuali ottomani posero la questione della posizione dell'Impero rispetto all'Occidente (inteso principalmente come Europa cristiana). L'Occidente era simboleggiato dall'ascesa intellettuale e scientifica e forniva il modello per la società ideale del futuro. I riformatori dichiararono che la questione era risolta: la Turchia avrebbe guardato all'Occidente.

## Riforme politiche
Fino al momento della proclamazione formale della Repubblica, l'Impero ottomano esisteva ancora, con la sua eredità legata all'autorità religiosa e dinastica. La dinastia ottomana fu abolita dal governo di Ankara, ma le sue tradizioni e i suoi simboli culturali rimasero attive e presenti tra la gente (anche se meno tra le élite).
Gli elementi del sistema politico immaginato dalle riforme di Atatürk si svilupparono gradualmente, e nel 1935 l'ultima parte delle riforme di Atatürk rimosse il riferimento all'Islam; il sistema politico diviene una repubblica secolare e democratica, che deriva la sua sovranità dal popolo. La sovranità spetta alla nazione turca, che ne delega l'esercizio a un parlamento unicamerale eletto (posizione nel 1935), la Grande Assemblea Nazionale Turca. Il preambolo richiama anche i principi del nazionalismo, definito come "benessere materiale e spirituale della Repubblica" (posizione nel 1935). La natura fondamentale della Repubblica è la laïcité, l'uguaglianza sociale, l'uguaglianza davanti alla legge e l'indivisibilità della Repubblica e della nazione turca." Pertanto, si propone di fondare uno Stato-nazione unitario (posizione nel 1935) basato sui principi della democrazia secolare. Esiste una separazione dei poteri tra il potere legislativo, il potere esecutivo e il potere giudiziario dello Stato. La separazione dei poteri tra legislativo ed esecutivo è libera, mentre quella tra esecutivo e legislativo con la magistratura è rigorosa.

### La Repubblica (democrazia rappresentativa)
Le riforme più fondamentali hanno permesso alla nazione turca di esercitare la sovranità popolare attraverso la democrazia rappresentativa. La Repubblica di Turchia (Türkiye Cumhuriyeti) è stata proclamata il 29 ottobre 1923 dalla Grande Assemblea Nazionale Turca.

#### Repubblica Costituzionale (1921 e 1924)
Il modello del sistema è la Repubblica Costituzionale. Nella Repubblica costituzionale turca, il governo è creato e controllato dalla legge di una Costituzione.
La Costituzione turca del 1921 è stata la legge fondamentale della Turchia per un breve periodo dal 1921 al 1924. È stata ratificata dalla Grande Assemblea Nazionale della Turchia nel gennaio 1921. Era un semplice documento composto da soli 23 brevi articoli. La principale forza trainante dietro la preparazione di una Costituzione del 1921 faceva derivare la sovranità dalla nazione e non dal sultano, il monarca assoluto dell'Impero ottomano. La Costituzione del 1921 servì anche come base giuridica per la Guerra d'indipendenza turca durante il 1919-1923, poiché avrebbe confutato i principi del Trattato di Sèvres del 1918 firmati dall'Impero ottomano, con il quale la gran parte del territorio dell'Impero sarebbe stata ceduta alle potenze dell'Intesa che avevano vinto la prima guerra mondiale. Nell'ottobre 1923 la costituzione fu emendata per dichiarare la Turchia una repubblica.
Nell'aprile 1924, la costituzione fu sostituita da un documento completamente nuovo, la costituzione turca del 1924.

#### Abolizione del Sultanato (1922)
Il 1º novembre 1922, il sultanato ottomano fu abolito dalla Grande assemblea nazionale turca e il sultano Mehmed VI lasciò il paese. Ciò permise al governo nazionalista turco di Ankara di diventare l'unica entità governativa della nazione. Mehmed VI cercò rifugio a bordo della nave da guerra britannica Malaya il 17 novembre.

#### Sistema multipartitico
Il sistema bicamerale del parlamento ottomano, composto da una camera alta, il Senato dei visir, assegnato dal Sultano, e la camera bassa, la Camera dei deputati, selezionata da elezioni a due livelli, era stato sciolto ed era già defunto dall'allora l'occupazione alleata di Istanbul nel 1920.
La fondazione della Grande Assemblea Nazionale turca seguì lo scioglimento della camera bassa del parlamento ottomano. Il nuovo sistema, che dava il primato all'indipendenza nazionale e alla sovranità popolare, istituiva le cariche di Primo Ministro e Presidente mentre poneva il potere legislativo all'interno di una Grande Assemblea Nazionale unicamerale. L'Assemblea veniva eletta per l'elezione diretta utilizzando la rappresentanza proporzionale. Si basava sul sistema partitico, la cui governance da parte dei partiti politici era stata adattata. L'unico partito politico era il "Partito popolare" (Halk Fırkası), fondato da Atatürk nei primi anni della guerra di indipendenza. Nel 1924 fu ribattezzato "Partito Popolare Repubblicano" (Cumhuriyet Halk Fırkası) e nel 1935 Cumhuriyet Halk Partisi. Il regime del partito unico venne istituito de facto dopo l'adozione della costituzione del 1924.
Il termine "Stato de facto a partito unico" era usato per definire il periodo in cui il sistema del partito dominante (in questo caso il Partito Popolare Repubblicano), a differenza dello stato monopartitico, consentiva elezioni democratiche multipartitiche, ma le pratiche esistenti impedivano efficacemente all'opposizione di vincere le elezioni. Il Partito Popolare Repubblicano fu l'unico partito eletto in parlamento tra il 1925 e il 1945. Vi erano tuttavia altri partiti. Un esempio notevole fu Nezihe Muhittin che fondò il primo partito femminile Kadınlar Halk Fırkası ("Partito del popolo delle donne") nel giugno 1923. Il Partito popolare delle donne non venne legalizzato poiché la Repubblica non era stata dichiarata ufficialmente. Il Partito Repubblicano Progressista (Terakkiperver Cumhuriyet Fırkası) venne istituito tra il 1924 e il 1925 sotto il parlamento. Il suo leader era Kazim Karabekir ma fu bandito dopo la ribellione dello sceicco Said. Il Partito Repubblicano Liberale (Serbest Cumhuriyet Fırkası) istituito nel 1930 sotto il parlamento, venne successivamente sciolto dal suo fondatore.

Il periodo multipartitico effettivo iniziò nel 1945; l'anno successivo, il Partito Popolare Repubblicano vinse le prime elezioni multipartitiche. Nelle elezioni del 1950 vinse il Partito Democratico, diventando il primo partito di opposizione a vincere le elezioni.

### Indipendenza civica (sovranità popolare)
L'affermazione della sovranità popolare implicava il confronto con le tradizioni secolari. Il processo riformistico fu caratterizzato da una lotta tra progressisti e conservatori. I cambiamenti furono concettualmente radicali e culturalmente significativi. Nell'Impero ottomano, il popolo di ogni millet aveva tradizionalmente goduto di un certo grado di autonomia, con la propria leadership, che riscuoteva le proprie tasse e viveva secondo il proprio sistema giuridico religioso/culturale. I musulmani ottomani avevano una rigida gerarchia di ulama, con lo sceicco ul-Islam che deteneva il grado più alto. Uno sceicco ul-Islam era scelto da un mandato reale tra i qadi delle città importanti. Lo sceicco ul-Islam emetteva le fatwa, interpretazioni scritte del Corano che avevano autorità sulla comunità. Lo sceicco ul-Islam rappresentava la legge della sharia nell'ufficio del ministero di Shar'iyya wa Awqaf. Il cugino del sultano Mehmed VI, Abdülmecid, continuò il suo ruolo come califfo ottomano.
Oltre alla struttura politica, come parte dell'indipendenza civica, il 3 marzo 1924 il sistema di istruzione religiosa fu sostituito da un sistema di istruzione nazionale e le corti islamiche e il diritto canonico islamico lasciarono il posto a una struttura di diritto laico basata sul codice civile svizzero.

#### Abolizione del califfato (1924) e del sistema delmillet
Uno Stato secolare che richiede di essere ufficialmente neutrale in materia di religione, non sostiene né la religione né l'irreligione e afferma di trattare tutti i suoi cittadini allo stesso modo indipendentemente dalla fede, ed evita di attribuire un trattamento preferenziale per un cittadino di una particolare religione/non religione rispetto ad altri religioni/non religioni. I riformatori seguirono il modello europeo (modello francese) di secolarizzazione. Nel modello europeo di laicità, gli Stati implicano tipicamente la concessione di libertà religiose individuali, la soppressione delle religioni di Stato, l'interruzione dei fondi pubblici da utilizzare per una religione, la liberazione del sistema giuridico dal controllo religioso, la liberalizzazione del sistema educativo, la tolleranza dei cittadini che cambiano religione o si astengono dalla religione e la possibilità della leadership politica di arrivare al potere indipendentemente dalle credenze religiose. Nello stabilire uno Stato laico, il califfato ottomano, detenuto dagli ottomani dal 1517, venne abolito e il potere della religione nella sfera pubblica per essere mediato (comprese le religioni minoritarie riconosciute nel Trattato di Losanna) fu lasciato alla Presidenza degli affari religiosi. Sotto le riforme, il riconoscimento ufficiale del millet ottomano fu ritirato e il ministero di Shar'iyya wa Awqaf in qualità di Ufficio del Califfato venne sostituito dalla Presidenza degli affari religiosi.
L'abolizione della posizione di Califfato e di Sheikh ul-Islam è stata sostituita da un'autorità laica comune. Molte delle comunità religiose non riuscirono ad adattarsi al nuovo regime. Ciò venne aggravato dall'emigrazione o dall'impoverimento, a causa del deterioramento delle condizioni economiche. Le famiglie che fino a quel momento avevano sostenuto finanziariamente le istituzioni comunitarie religiose come ospedali e scuole smisero di farlo.

#### Presidenza degli Affari religiosi
Le riforme di Atatürk definiscono la laïcité (dal 1935) come una permeazione sia del governo che della sfera religiosa. Le religioni minoritarie, come l'ortodossia armena o greca, sono tutelate dalla costituzione come fedi individuali (sfera personale), ma questa garanzia non conferisce alcun diritto ad alcuna comunità religiosa (sfera sociale). Questa differenziazione si applica anche all'Islam e ai musulmani. Le riforme di Atatürk, a partire dal 1935, presumono che la sfera sociale sia laica. Il Trattato di Losanna, in quanto accordo vincolante a livello internazionale dell'istituzione della Repubblica, non specifica alcuna nazionalità o etnia. Esso identifica semplicemente i non musulmani in generale e fornisce il quadro giuridico che conferisce determinati diritti religiosi espliciti a ebrei, greci e armeni senza nominarli.

La Presidenza degli affari religiosi (o Diyanet) è un'istituzione ufficiale dello Stato fondata nel 1924 ai sensi dell'articolo 136. Come specificato dalla legge, i doveri del Diyanet sono "eseguire i lavori riguardanti le fedi, il culto e l'etica dell'Islam, illuminare il pubblico sulla loro religione e amministrare i luoghi di culto sacri". La Presidenza degli affari religiosi esercita il controllo statale sugli affari religiosi, assicurando che la religione (persone, gruppi che usufruiscono della religione) non metta in discussione l '"identità secolare" della Repubblica.

### Pubblica amministrazione

#### Ankara, la nuova capitale

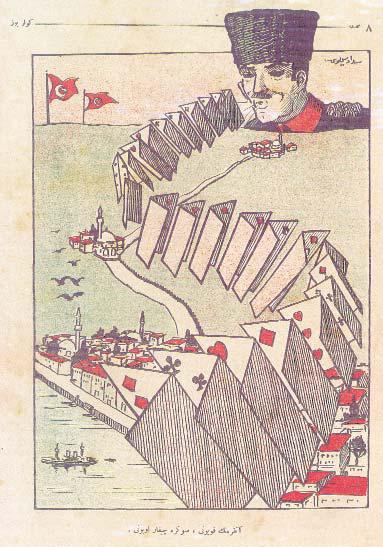
"La Pecora di Ankara, mostra finalmente la sua mano." Vignetta politica di Sedat Simavi, sulla rivista Güleryüz di Istanbul dell'ottobre 1922, sul suo "numero straordinario di Vittoria e trionfo", pubblicato dopo la riconquista di Izmir dalla Grecia.

Il movimento di riforma voltò le spalle alla percepita corruzione, alla decadenza della cosmopolita Istanbul e della sua eredità ottomana, oltre a scegliere una capitale più geograficamente centrale in Turchia. Durante la disastrosa prima guerra balcanica del 1912-1913, le truppe bulgare erano avanzate a Çatalca, a poche miglia da Istanbul, creando il timore che la capitale ottomana dovesse essere spostata in Anatolia; il movimento di riforma voleva evitare un incidente simile con la neonata Turchia.
La nuova capitale del paese fu stabilita ad Ankara il 13 ottobre 1923.

#### Agenzie di stampa
L'Agenzia Anadolu fu fondata nel 1920 durante la guerra d'indipendenza turca dal giornalista Yunus Nadi Abalıoğlu e dalla scrittrice Halide Edip. L'agenzia venne lanciata ufficialmente il 6 aprile 1920, 17 giorni prima della prima convocazione della Grande Assemblea Nazionale Turca. Essa annunciò la prima legislazione approvata dall'Assemblea, che istituiva la Repubblica di Turchia.
L'Agenzia Anadolu, tuttavia, acquisì uno status autonomo dopo che Atatürk riformò la struttura organizzativa (inserendo alcuni dei suoi amici più cari) per trasformare l'Agenzia Anadolu in un'agenzia di stampa occidentale. L'agenzia acquisì uno statuto autonomo con un organigramma inedito che a quei tempi non esisteva nemmeno nei paesi occidentali.

#### Informazioni statistiche e censuarie
Gli ottomani eseguirono censimenti nel 1831, nel 1881-82, nel 1905–06 e nel 1914 e raccolsero informazioni finanziarie dalla Banca ottomana allo scopo di pagare il debito pubblico ottomano. Uno dei principali risultati di Atatürk è stata la creazione di una principale istituzione governativa responsabile delle statistiche (dati statistici economici e finanziari) e dei dati del censimento.
I moderni servizi statistici furono avviati con l'istituzione del Dipartimento centrale di statistica nel 1926 che fu istituito come un sistema parzialmente centralizzato.
Nel 1930, il titolo del Dipartimento fu cambiato in Direzione generale delle statistiche (GDS) e Il sistema statistico nazionale fu modificato in un sistema centralizzato. Negli anni precedenti, le fonti statistiche erano relativamente semplici e la raccolta dei dati era limitata alle attività relative ad alcune delle funzioni rilevanti del governo con censimenti della popolazione ogni cinque anni e censimenti sull'agricoltura e sull'industria ogni dieci anni.

A poco a poco le attività del GDS furono ampliate in base alla crescente domanda di nuovi dati statistici seguite, inoltre, da molte e continue pubblicazioni su temi economici, sociali e culturali.

## Riforme sociali
Alcune istituzioni sociali avevano sfumature religiose e una notevole influenza sulla vita pubblica. Il cambiamento sociale comprendeva anche strutture sociali religiose secolari che erano profondamente radicate all'interno della società, alcune delle quali erano state stabilite all'interno dell'organizzazione statale dell'Impero ottomano. Le riforme kemaliste portarono un effettivo cambiamento sociale sul suffragio femminile.

### Sfera pubblica

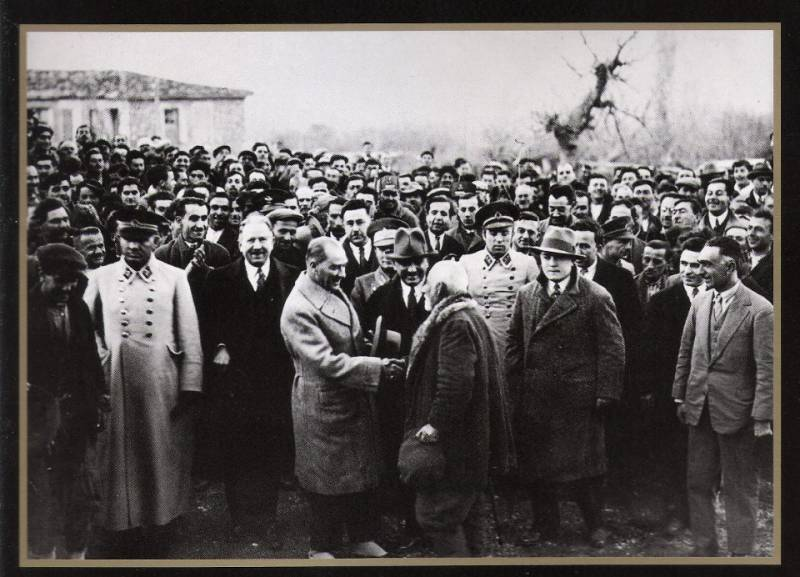
Atatürk parla con un civile nel 1931.

Nella sfera pubblica ottomana i gruppi religiosi esercitavano il loro potere. La sfera pubblica è un'area della vita sociale in cui gli individui si riuniscono per discutere e identificare liberamente i problemi della società, e attraverso tale discussione influenzano l'azione politica. È "uno spazio discorsivo in cui individui e gruppi si riuniscono per discutere questioni di reciproco interesse e, ove possibile, per raggiungere un giudizio comune". Le riforme di Atatürk presero di mira la struttura dello spazio pubblico.
La costruzione di uno stato-nazione laico è stata un'impresa enorme in una società musulmana conservatrice, sebbene le riforme di Atatürk avessero beneficiato degli elaborati progetti su una società futura preparata dai sostenitori ottomani durante la seconda era costituzionale.

#### Affiliazioni religiose
L'Impero ottomano aveva un sistema sociale basato sull'affiliazione religiosa che si estendeva a ogni funzione sociale. Era comune indossare abiti che identificavano la persona con il proprio specifico gruppo religioso e i copricapi che distinguevano il rango e la professione in tutto l'Impero ottomano. I turbanti, i fez, i berretti e i copricapi che dominavano gli stili ottomani mostravano il sesso, il grado e la professione (sia civile che militare) di chi li indossava. Questi stili erano accompagnati da una rigida regolamentazione a partire dal regno di Solimano il Magnifico. Il sultano Mahmud II seguì l'esempio di Pietro il Grande in Russia nella modernizzazione dell'Impero e usò il codice di abbigliamento del 1826 che sviluppava i simboli (classificazioni) del feudalesimo tra le persone. Queste riforme come quella di Pietro I di Russia o del sultano Mahmud II, furono raggiunte attraverso l'introduzione dei costumi per decreti, mentre vietavano i costumi tradizionali.
Le riforme di Atatürk definivano una persona non civilizzata (non scientifica, non positivista) come una persona che rientrava entro i confini della superstizione. Gli ulema non erano un gruppo scientifico e agivano secondo superstizioni sviluppate nel corso dei secoli. Il loro nome era "Gerici", che letteralmente significa "arretrato", termine che però veniva usato per il significato di bigotto. Il 25 febbraio 1925, il parlamento approvò una legge che dichiarava che la religione non doveva essere utilizzata come strumento in politica. La questione di base era su come poteva essere realizzata una legge in un paese i cui gli studiosi erano dominati dagli ulema. L'ideologia kemalista intraprese una guerra contro la superstizione vietando le pratiche degli ulema e promuovendo la via civilizzata ("occidentalizzazione"), istituendo avvocati, insegnanti, medici. Il divieto dell'esistenza sociale degli ulema arrivò sotto forma del codice di abbigliamento. L'obiettivo strategico era cambiare la grande influenza degli ulema sulla politica rimuovendoli dall'arena sociale. Tuttavia, vi era il pericolo di essere percepiti come antireligiosi. I kemalisti si difesero affermando che "l'Islam considerava tutte le forme di superstizione (non scientifiche) non religiose". Il potere degli ulema fu stabilito durante l'Impero ottomano con la concezione che le istituzioni secolari fossero tutte subordinate alla religione; gli ulema erano gli emblemi della pietà religiosa, e quindi li rendevano potenti sugli affari di Stato. I kemalisti affermavano:
Un buon esempio fu la pratica della medicina. I kemalisti volevano sbarazzarsi della superstizione che si estendeva alla fitoterapia, alle pozioni e alla terapia religiosa per le malattie mentali, tutte praticate dagli ulema. Condannarono coloro che usavano medicine a base di erbe, pozioni e balsami e stabilirono pene contro i religiosi che affermavano di avere voce in capitolo sulla salute e sulla medicina. Il 1º settembre 1925 si riunì il primo congresso medico turco, a soli quattro giorni dopo che Mustafa Kemal fu visto il 27 agosto a Inebolu con indosso un cappello moderno.

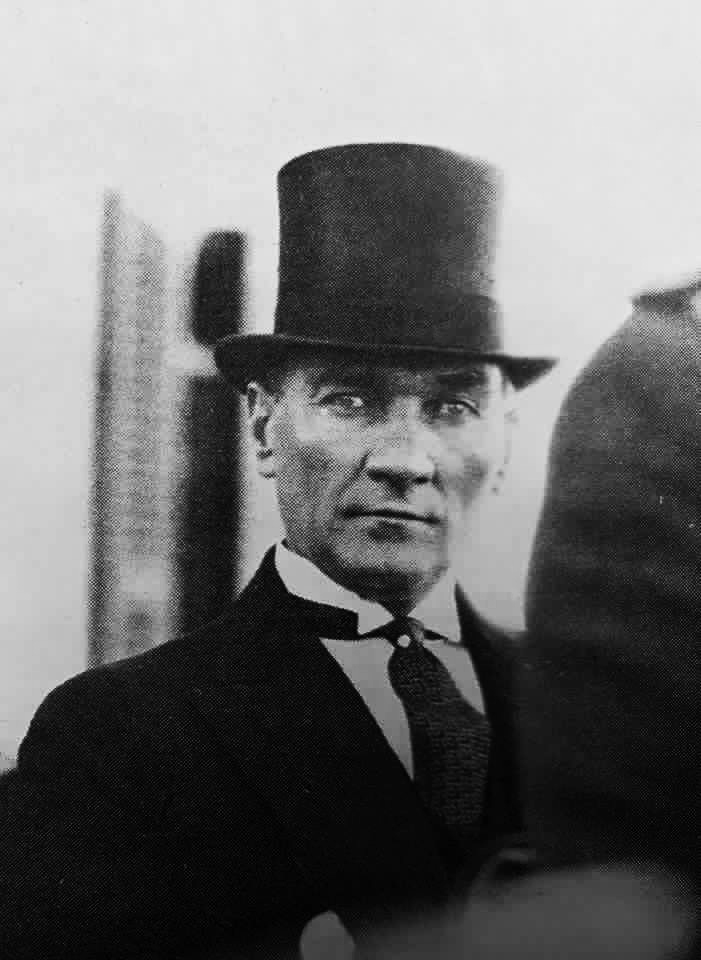
Atatürk con il suo cappello a cilindro

Furono gradualmente introdotte misure ufficiali per eliminare l'uso di abiti religiosi e altri segni evidenti di affiliazione religiosa. A partire dal 1923, una serie di leggi limitò progressivamente l'uso di capi specifici di abbigliamento tradizionale. Mustafa Kemal per primo rese il cappello obbligatorio per i dipendenti pubblici. Le linee guida per il corretto abbigliamento di studenti e dipendenti statali (spazio pubblico controllato dallo Stato) furono approvate durante la sua vita. Dopo l'adozione dei cappelli come propri della maggior parte dei dipendenti pubblici relativamente più istruiti, ci si spostò gradualmente oltre. Il 25 novembre 1925 il parlamento approvò la legge sul cappello che introduceva l'uso di cappelli in stile occidentale al posto del fez. La legislazione non proibiva esplicitamente veli o foulard e si concentrava invece sul divieto di fez e turbanti per gli uomini. La legge influenzò anche i libri di testo scolastici. In seguito all'emanazione della legge sul cappello, le immagini nei libri di testo scolastici che mostravano uomini con fez, vennero scambiate con immagini che mostravano uomini con cappello. Un altro controllo sull'abbigliamento fu approvato nel 1934 con la legge riguardante l'uso di "indumenti proibiti". Essa vietava l'abbigliamento basato sulla religione, come il velo e il turbante, al di fuori dei luoghi di culto e dava al governo il potere di assegnare a solo una persona per religione o setta la possibilità di indossare abiti religiosi al di fuori dei luoghi di culto.

#### Testi religiosi, preghiera, riferimenti
Tutti i Corani stampati in Turchia erano in arabo classico (la lingua sacra dell'Islam) dell'epoca. Esistevano precedenti versioni del Corano in turco che non erano stati resi pubblici. C'era un raro Corano poliglotta scritto in arabo, persiano, turco e latino (tetrapla), preparato dal sapiente Andreas Acoluthus di Bernstadt e stampato a Berlino nel 1701. Il punto principale della Riforma di Atatürk arrivò con questa citazione: "[...] insegnare la religione in turco a persone turche che avevano praticato l'Islam senza capirlo per secoli". Le traduzioni turche pubblicate a Istanbul crearono polemiche nel 1924. Diverse versioni del Corano in lingua turca vennero lette davanti al pubblico. Questi Corani turchi furono ferocemente osteggiati dai conservatori religiosi. Questo incidente spinse molti dei principali modernisti musulmani a invitare il parlamento turco a sponsorizzare una traduzione del Corano di qualità adeguata. Il Parlamento approvò il progetto e la Presidenza degli affari religiosi arruolò Mehmet Akif Ersoy, per comporre una traduzione del Corano e uno studioso islamico Elmalılı Hamdi Yazır come autore di un commento coranico in lingua turca (tafsir) intitolato " Hak Dini Kur'an Dili". Ersoy rifiutò l'offerta e distrusse la sua opera, per evitare la possibile circolazione pubblica di una traslitterazione anche lontanamente difettosa. Solo nel 1935 la versione letta in pubblico trovò il modo di essere stampata.
A seguito della conclusione di detti dibattiti, la Presidenza degli Affari religiosi (Diyanet İşleri Başkanlığı) rilasciò un mandato ufficiale il 18 luglio 1932 annunciando la decisione a tutte le moschee in tutta la Turchia, e la pratica continuò per un periodo di 18 anni. Il 16 luglio 1950 giurò un nuovo governo, guidato da Adnan Menderes, che restaurò l'arabo come lingua liturgica.
I riformatori licenziarono l'imam assegnato alla Grande assemblea nazionale turca, sostenendo che la preghiera doveva essere eseguita in una moschea, non in parlamento. Furono rimossi i "riferimenti alla religione" dal decoro. L'unico sermone del venerdì (khutba) mai pronunciato da un capo di Stato turco fu tenuto da Atatürk; ciò avvenne in una moschea di Balıkesir durante la campagna elettorale. I riformatori affermavano che "ripetere i sermoni [di un politico in parlamento] di mille anni fa significava preservare l'arretratezza e promuovere l'ignoranza".

#### Organizzazioni religiose

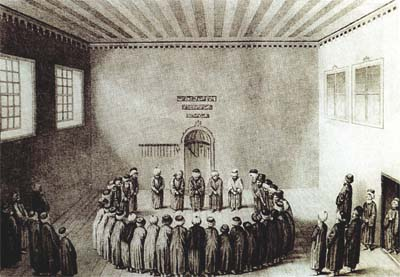
Gli "ordini" sufi - le congregazioni formate intorno a un maestro - che si incontrano per i majalis, in luoghi di incontro noti come tekke.

L'abolizione del Califfato rimosse la più alta posizione politico-religiosa. Questo atto lasciò le confraternite musulmane (associazioni musulmane che lavoravano come società di credenti musulmani per qualsiasi scopo) che erano state istituzionalizzate (rappresentanza politico-religiosa) sotto i conventi e le logge dei dervisci, senza una struttura organizzativa superiore.
I riformatori presumevano che le fonti originali, ora disponibili in turco, avrebbero reso obsoleti l'establishment religioso ortodosso (gli 'ulamā') e i Ṣūfī ṭarīqas, e quindi avrebbero contribuito a privatizzare la religione e a produrre un Islam riformato (Riforma turca = turchizzata). Nel 1925 le istituzioni delle alleanze religiose e le logge dei dervisci furono dichiarate illegali.
I riformatori immaginavano che l'eliminazione degli istituti religiosi ortodossi e Ṣūfī, insieme all'educazione religiosa tradizionale, e la loro sostituzione con un sistema in cui le fonti originali fossero a disposizione di tutti in lingua comune, avrebbe aperto la strada a una nuova visione dell'Islam aperta al progresso e alla modernità e inaugurare una società guidata dalla modernità.
Insieme al periodo multipartitico, con i democratici che partecipavano e vincevano per la prima volta alle elezioni generali turche del 1950, le istituzioni religiose iniziarono a diventare più attive nel paese.

#### Settimana lavorativa
La Turchia ha adattato la settimana lavorativa e il fine settimana come parti complementari della settimana dedicate rispettivamente al lavoro e al riposo. Nell'Impero ottomano la settimana lavorativa era da domenica a giovedì, il fine settimana era da giovedì pomeriggio a sabato e la festa settimanale era il venerdì.
Una legge emanata nel 1935 cambiò il fine settimana, stabilendolo dal giovedì pomeriggio alla domenica, e la festa settimanale, trasferita dal venerdì alla domenica.

### Diritti delle donne
Durante un incontro nei primi giorni della nuova repubblica, Atatürk proclamò:
Negli anni successivi alle riforme di Atatürk le attiviste per i diritti delle donne in Turchia differivano dalle loro sorelle (e fratelli simpatizzanti) in altri paesi. Piuttosto che lottare direttamente per i loro diritti fondamentali e l'uguaglianza, videro la loro migliore possibilità nella promozione e nel mantenimento delle riforme di Atatürk, con la sua adesione ai valori secolari e all'uguaglianza per tutti, comprese le donne.

#### Parità di partecipazione

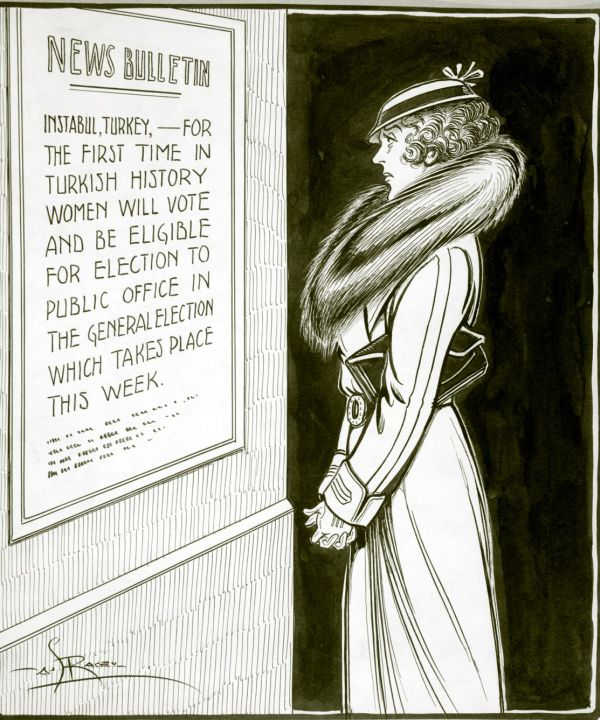
Cartone animato politico canadese di una donna in Quebec che legge un cartello che dice:
"Notiziario: per la prima volta nella storia turca le donne voteranno e avranno diritto alle cariche pubbliche nelle elezioni generali che si terranno questa settimana".
Alle donne è stato concesso il diritto di voto in Turchia nel 1930, ma il diritto di voto non è stato esteso alle donne nelle elezioni provinciali in Quebec fino al 1940.

La società ottomana era tradizionale e le donne non avevano diritti politici, anche dopo la seconda era costituzionale nel 1908. Durante i primi anni della Repubblica turca le donne istruite lottavano per i diritti politici. Una notevole attivista politica femminile fu Nezihe Muhittin che fondò il primo partito delle donne nel giugno 1923, che tuttavia non fu legalizzato perché la Repubblica non era stata ufficialmente dichiarata.
Con un'intensa lotta, le donne turche ottennero il diritto di voto alle elezioni locali con l'atto del 1580 del 3 aprile 1930. Quattro anni dopo, attraverso la legislazione emanata il 5 dicembre 1934, ottennero il suffragio universale completo, prima della maggior parte degli altri paesi. Le riforme del codice civile turco, comprese quelle che riguardano il suffragio femminile, furono "scoperte non solo nel mondo islamico ma anche nel mondo occidentale".
Nel 1935, alle elezioni generali, diciotto parlamentari donne si unirono al parlamento, in un momento in cui le donne in un numero significativo di altri paesi europei non avevano il diritto di voto.

#### Uguaglianza dei sessi
A partire dall'adozione del codice civile turco nel 1926, un codice penale svizzero modificato, le donne acquisirono ampi diritti civili. Ciò determinò alle donne il diritto di voto e di candidarsi alle elezioni a livello municipale e federale rispettivamente nel 1930 e nel 1934. Negli anni successivi furono inoltre messe in atto varie altre iniziative legali per incoraggiare l'uguaglianza.
Il codice civile turco consentì anche la parità di diritti al divorzio tra uomini e donne e concesse uguali diritti di custodia dei figli a entrambi i genitori.
La poligamia era consentita nell'Impero ottomano in circostanze speciali, con determinati termini e condizioni. Le ragioni dietro le sanzioni della poligamia erano storiche e circostanziali. Le riforme di Atatürk resero la poligamia illegale e divenne l'unica nazione del vicino oriente ad aver abolito la poligamia, che fu ufficialmente criminalizzata con l'adozione del codice civile turco nel 1926, una pietra miliare nelle riforme di Atatürk. Le pene per la poligamia illegale arrivavano fino a 2 anni di reclusione.
Secondo la legge islamica, l'eredità di una donna era la metà della quota di un uomo, mentre secondo le nuove leggi gli uomini e le donne ereditavano allo stesso modo.
Oltre ai progressi, gli uomini erano ancora ufficialmente i capi della famiglia nella legge. Le donne avevano bisogno del permesso del capofamiglia per viaggiare all'estero.

#### Uguaglianza sul posto di lavoro
Le riforme di Atatürk miravano a rompere il ruolo tradizionale delle donne nella società. Le donne venivano incoraggiate a frequentare le università e ottenere diplomi professionali. Le donne divennero presto le insegnanti alle scuole miste, ingegnere, e studiavano medicina e diritto. Tra il 1920 e il 1938, il 10% di tutti i laureati erano donne.
Nel 1930 furono nominati le primi donne giudici.

#### Modelli di ruolo delle donne
Il regime di Atatürk promuoveva modelli femminili che erano, nelle sue parole, "le madri della nazione". Questa donna della repubblica era colta, istruita e moderna; per promuovere questa immagine, furono organizzati per la prima volta i concorsi di Miss Turchia nel 1929.

### Struttura sociale

#### Nomi personali
Sotto l'Impero ottomano molte persone, soprattutto musulmane, non usavano cognomi. Il cognome o il nome di famiglia è la parte (in alcune culture) di un nome personale che indica la famiglia di una persona. A seconda della cultura, tutti i membri di un nucleo familiare possono avere cognomi identici o possono esserci variazioni in base alle norme culturali.
La legge sul cognome venne adottata il 21 giugno 1934. La legge richiese che tutti i cittadini turchi adottassero l'uso di cognomi ereditari e fissi. Gran parte della popolazione, in particolare nelle città, nonché i cittadini cristiani ed ebrei della Turchia, avevano già cognomi e tutte le famiglie avevano nomi con i quali erano conosciute a livello locale.

#### Misurazione (calendario - ora - metrica)
Gli orologi, i calendari e le misure usati nell'Impero ottomano erano diversi da quelli usati negli Stati europei. Ciò rendeva difficili le relazioni ufficiali, sociali e commerciali, causando una certa confusione. Nell'ultimo periodo dell'Impero ottomano, furono fatti alcuni studi per eliminare questa differenza.
In primo luogo, una legge emanata il 26 dicembre 1925 vietò l'uso dei calendari Hijri e Rumi. La Turchia iniziò a utilizzare ufficialmente il calendario Miladi il 1º gennaio 1926. Un unico calendario evitava la confusione nell'uso di più calendari negli affari di Stato.
Il sistema orario utilizzato dal mondo contemporaneo era stato accettato al posto dell'orologio chiamato alaturka, che era regolato in base al tramonto. Con la scala temporale presa dall'Occidente, un giorno era diviso in 24 ore organizzando così la vita quotidiana.
Con una modifica apportata nel 1928, furono adottati standard internazionali. Una legge adottata nel 1931 modificò le vecchie misurazioni di peso e lunghezza. Le unità di misura utilizzate in precedenza come arshin, endaze, okka furono rimosse. Invece, i metri erano accettati come misure di lunghezza e i chilogrammi come misure di peso. Con questi cambiamenti nelle misurazioni della lunghezza e del peso, venne raggiunta un'omogeneità nel paese. Il sistema internazionale di unità di misura (noto come metrico) è la forma moderna del sistema metrico ed è il sistema di misurazione più utilizzato. La Turchia passò quindi al sistema metrico.

#### Guida d'arte
Tra le cinque principali belle arti - pittura, scultura, architettura, musica e poesia, insieme le arti dello spettacolo tra cui teatro e danza, scultura e pittura - erano delle attività poco praticate nell'Impero ottomano, a causa della tradizione islamica di evitare l'idolatria.
Mustafa Kemal Atatürk nel cercare di rivedere una serie di aspetti della cultura turca utilizzò l'antico patrimonio e la vita di villaggio del paese costringendo la rimozione di tutte le influenze culturali arabe e persiane. Il Metropolitan Museum of Art ha riassunto questo periodo nelle seguenti parole: "Sebbene ci fosse un accordo generale sul rifiuto dell'ultima fioritura dell'arte ottomana, nessuno stile unico e onnicomprensivo emerse per sostituirlo. I primi anni della Repubblica videro il sorgere di dozzine di nuove scuole d'arte e l'energica organizzazione di molti giovani artisti."

##### Musei e gallerie
Il Museo statale di arte e scultura era dedicato alle belle arti e principalmente alla scultura. Fu progettato nel 1927 dall'architetto Arif Hikmet Koyunoğlu e costruito tra il 1927 e il 1930 come edificio Türkocağı, sotto la direzione di Mustafa Kemal Atatürk. Si trova vicino al Museo Etnografico e ospita una ricca collezione di arte turca dalla fine del XIX secolo ai giorni nostri. Ci sono anche gallerie per mostre ospiti.

## Riforme giuridiche
L'Impero ottomano era un impero religioso in cui ogni comunità religiosa godeva di un ampio grado di autonomia attraverso la struttura del millet. Ogni millet aveva un sistema di governo interno basato sulla sua legge religiosa, come la Sharia, il diritto canonico cattolico o la haalakha ebraica. L'Impero ottomano cercò di modernizzare il codice con le riforme del 1839 l'Hatt-i Sharif che cercarono di porre fine alla confusione nella sfera giudiziaria estendendo l'uguaglianza giuridica a tutti i cittadini.
Le principali riforme giudiziarie proposte includevano una costituzione secolare (laica) con la completa separazione tra governo e gli affari religiosi, la sostituzione dei tribunali islamici e della legge islamica canonica con un codice civile laico basato sul codice civile svizzero, e un codice penale basato su quello italiano. (1924-1937).

### Sistema giuridico
L'8 aprile 1924, i tribunali della sharia furono aboliti con la legge Mehakim-i Şer'iyenin İlgasına ve Mehakim Teşkilatına Ait Ahkamı Muaddil Kanun.

### Codificazione
Nel 1920, e oggi, la legge islamica non contiene disposizioni che regolano i vari rapporti di "istituzioni politiche" e "transazioni commerciali". L'Impero ottomano si dissolse non solo a causa dei suoi sistemi obsoleti, ma anche perché le sue tradizioni non erano applicabili alle esigenze del suo tempo. Ad esempio, le regole relative ai "procedimenti penali" che erano state modellate dalla legge islamica erano limitate nell'assolvere adeguatamente il loro scopo. A partire dal XIX secolo, i codici islamici ottomani e le disposizioni legali erano generalmente impraticabili nel trattare il concetto più ampio di sistemi sociali. Nel 1841 fu redatto un codice penale nell'Impero ottomano. Quando l'Impero si dissolse, non esisteva ancora una legislazione in materia di rapporti familiari e coniugali. La poligamia non era praticata dai cittadini turchi rispettosi della legge dopo le riforme di Atatürk, in contrasto con le precedenti regole della Mejelle. C'erano migliaia di articoli nella Megelle che venivano utilizzati a causa della loro inapplicabilità.

#### Codice civile
L'adeguamento delle leggi relative alla famiglia e ai rapporti coniugali è un passo importante che viene attribuito a Mustafa Kemal. Le riforme istituirono anche l'uguaglianza giuridica e pieni diritti politici per entrambi i sessi il 5 dicembre 1934, molto prima di molte altre nazioni europee.

#### Codice penale
Un codice penale basato su quello italiano (quello originale codificato nel 1865) è stato adottato tra il 1924 e il 1937.

## Riforme educative
I sistemi educativi (scolarizzazione) implicano l'insegnamento e l'apprendimento istituzionalizzati in relazione a un programma di studi, che viene stabilito secondo uno scopo predeterminato dell'istruzione. Le scuole ottomane erano un complesso "sistema educativo" basato (e differenziato) principalmente sulla religione, e stabilito con curriculum diversi per ogni percorso. Il sistema educativo ottomano aveva tre principali gruppi educativi di istituzioni. La maggior parte delle istituzioni comuni erano le medrese sulla base dell'arabo, l'insegnamento del Corano e con il metodo di memorizzazione. Il secondo tipo di istituzione era il idadî e sultanî, che erano le scuole riformiste dell'era Tanzimat. L'ultimo gruppo comprendeva college e scuole minoritarie di lingue straniere che utilizzavano i più recenti modelli di insegnamento di educazione degli alunni.
L'unificazione dell'istruzione, insieme alla chiusura delle università vecchio stile, e un programma su larga scala della scienza si trasferirono dall'Europa; l'istruzione divenne un sistema integrativo, volto ad alleviare la povertà e utilizzò l'istruzione femminile per stabilire l'uguaglianza di genere. L'istruzione turca divenne un sistema controllato dallo stato, progettato per creare una base di competenze per il progresso sociale ed economico del paese.
Le riforme di Atatürk sull'educazione resero l'istruzione molto più accessibile: tra il 1923 e il 1938, il numero di studenti che frequentavano le scuole primarie aumentò del 224% da 342.000 a 765.000; il numero di studenti che frequentavano le scuole medie aumentò di 12,5 volte, da circa 6.000 a 74.000; il numero degli studenti che frequentavano le scuole superiori aumentò di quasi 17 volte, passando da 1.200 a 21.000.

### Nuovo sistema (unificazione)
L'unificazione arrivò con la legge sull'unificazione dell'istruzione nazionale, che introdusse tre regolamenti che posero le scuole religiose di proprietà di fondazioni private sotto l'ambito del Ministero della Pubblica Istruzione. Con gli stesso regolamenti, al Ministero della Pubblica Istruzione fu ordinato di aprire una facoltà religiosa al Darülfünün (che poi sarebbe diventata l'Università di Istanbul) e delle scuole per istruire gli imam.

### Militarizzazione dell'educazione
L'addestramento militare venne aggiunto al curriculum dell'istruzione secondaria con il sostegno di Mustafa Kemal che affermò l'espressione: "come l'esercito è una scuola, così la scuola è un esercito". Fu anche favorevole allo schieramento di sergenti dell'esercito come insegnanti.

### Coeducazione e l'istruzione femminile
Nel 1915, durante il periodo ottomano, una sezione separata per studentesse chiamata İnas Darülfünunu fu aperta come filiale dell'İstanbul Darülfünunu, il predecessore della moderna Iniversità di Istanbul.
Atatürk era un forte sostenitore della coeducazione e dell'istruzione femminile. La coeducazione venne stabilita come norma in tutto il sistema educativo nel 1927. Secoli di segregazione sessuale sotto il dominio ottomano avevano negato alle ragazze la parità di istruzione e Atatürk si oppose quindi all'istruzione segregata per una questione di principio. La questione della coeducazione fu sollevata per la prima volta a seguito di una controversia a Tekirdağ nel 1924, dove, a causa della mancanza di un liceo femminile, le ragazze chiesero l'iscrizione al liceo maschile. Su questo, furono avviati i lavori sulla coeducazione e il ministro dell'Istruzione dichiarò che entrambi i sessi avrebbero seguito lo stesso curriculum. Nell'agosto 1924 si decise di introdurre la coeducazione nell'istruzione primaria, dando ai ragazzi il diritto di iscriversi alle scuole superiori femminili e viceversa. Atatürk dichiarò nel suo discorso di Kastamonu nel 1925 che la coeducazione sarebbe dovuta essere la norma. Mentre il comitato educativo aveva deciso nel 1926 di abolire l'educazione per lo stesso sesso nelle scuole medie che non erano collegi, la separazione persistette nelle scuole medie e superiori. Le statistiche nell'anno scolastico 1927-28 rivelarono che solo il 29% degli iscritti alla scuola primaria le scuole erano ragazze. Questa cifra era del 18,9% per le scuole medie e del 28% per le scuole superiori. In base a queste cifre, nel 1927-1928 70 scuole medie dello stesso sesso furono convertite in scuole miste e furono istituite nuove scuole medie miste, nonostante l'opposizione di Köprülüzade Fuat Bey, il sottosegretario all'istruzione. Sebbene la politica fosse la transizione alle scuole superiori miste sulla base del successo nelle scuole medie dal 1928 al 1929 in poi, questa politica poté essere attuata efficacemente solo dal 1934 al 1935 in poi.

### Istruzione superiore
Una delle pietre miliari delle istituzioni educative, l'Università di Istanbul, accettava scienziati tedeschi e austriaci che il regime nazionalsocialista in Germania aveva considerato "razzialmente" o politicamente indesiderabili. Questa decisione politica stabilì il nucleo delle istituzioni scientifiche e moderne [di istruzione superiore] in Turchia. La riforma mirava a rompere la tradizionale dipendenza [a partire dall'Impero ottomano] dal trasferimento di scienze e tecnologia da parte di esperti stranieri.

### Educazione religiosa
In primo luogo, tutte le medrese e le scuole amministrate da fondazioni private o dalla Diyanet İşleri Başkanlığı (Presidenza degli affari religiosi) furono collegate al Ministero dell'Educazione Nazionale.
In secondo luogo, il denaro stanziato per le scuole e le medrese dal budget del Diyanet venne trasferito al budget per l'istruzione.
In terzo luogo, il Ministero dell'Istruzione dovette aprire una facoltà religiosa per la formazione di esperti religiosi superiori all'interno del sistema di istruzione superiore e scuole separate per la formazione di imam e hatip.

### Miglioramento dell'alfabetizzazione
Il movimento di alfabetizzazione mirava all'istruzione degli adulti con l'obiettivo di formare una base di competenze nel paese. Alle donne turche veniva insegnato non solo la cura dei bambini, la cura e la gestione della casa, ma anche le competenze necessarie per entrare nell'economia extra domestiva.

#### Nuovo alfabeto
L'adozione dell'alfabeto latino e l'eliminazione delle parole in prestito all'estero faceva parte del programma di modernizzazione di Atatürk. Si cercavano le due caratteristiche importanti: la democratizzazione e l'introduzione della laicità.
Il turco era scritto usando una forma turco-ottomana della scrittura perso-araba per mille anni. Era adatto per scrivere il vocabolario turco ottomano che includeva una grande quantità di vocaboli arabi e persiani. Tuttavia, era poco adatto per la grammatica e il vocabolario turco di base, che era ricco di vocali e scarsamente rappresentato dalla scrittura araba, poiché un abjad (alfabeto consonantico) per definizione trascriveva solo le consonanti. Era quindi inadeguato a rappresentare i fonemi turchi. Alcuni potevano essere espressi utilizzando quattro diversi segni arabi; altri non potevano essere espressi affatto. L'introduzione del telegrafo e della stampa nel XIX secolo mise in luce le ulteriori debolezze della scrittura araba.
L'uso dell'alfabeto latino era già stato proposto in precedenza. Nel 1862, durante il Tanzimat, quando lo statista Münuf Pasha sostenne una riforma dell'alfabeto. All'inizio del XX secolo, proposte simili furono fatte da diversi scrittori associati al Movimento dei Giovani Turchi, tra cui Hüseyin Cahit, Abdullah Cevdet e Celâl Nuri. La questione fu sollevata nuovamente nel 1923 durante il primo Congresso economico della neonata Repubblica Turca, innescando un dibattito pubblico che sarebbe continuato per diversi anni. Alcuni autori suggerirono che un'alternativa migliore sarebbe stata quella di modificare la scrittura araba per introdurre caratteri extra per rappresentare al meglio le vocali turche.
Una commissione linguistica fu responsabile dell'adattamento dell'alfabeto latino per soddisfare i requisiti fonetici della lingua turca. La scrittura latina risultante venne progettata per riflettere i suoni effettivi del turco parlato, piuttosto che trascrivere semplicemente la vecchia scrittura ottomana in una nuova forma. L'attuale alfabeto turco è stabilito in 29 lettere. La scrittura fu fondata da un armeno, Hagop Martayan Dilaçar. Apprezzando il suo contributo, Atatürk gli suggerì il cognome Dilaçar (che letteralmente significa "apertura della lingua"), che accettò volentieri. La riforma fu un passo fondamentale nella parte culturale delle riforme di Atatürk. La Commissione linguistica (Dil Encümeni) era composta dai seguenti membri:
| Linguisti | Ragıp Hulûsi Özdem    | Ahmet Cevat Emre    | İbrahim Grandi Grantay    |
| Educatori | Mehmet Emin Erişirgil | İhsan Sungu         | Fazıl Ahmet Aykaç         |
| Scrittori | Falih Rıfkı Atay      | Ruşen Eşref Ünaydın | Yakup Kadri Karaosmanoğlu |

Lo stesso Atatürk fu personalmente coinvolto nella commissione e proclamò una "mobilitazione dell'alfabeto" per pubblicizzare i cambiamenti. Nel 1926 le repubbliche turche dell'Unione Sovietica adottarono l'alfabeto latino, dando un forte impulso ai riformatori in Turchia. Il 1º novembre 1928, il nuovo alfabeto turco fu introdotto dalla Commissione linguistica su iniziativa di Atatürk, in sostituzione della scrittura perso-araba precedentemente utilizzata. La commissione linguistica propose un periodo di transizione di cinque anni; Atatürk lo vide troppo lungo e lo ridusse a tre mesi. La modifica fu formalizzata dalla legge numero 1353 della Repubblica turca, la legge sull'adozione e l'attuazione dell'alfabeto turco, approvata il 1º novembre 1928. La legge entrò in vigore il 1º gennaio 1929, rendendo obbligatorio l'uso del nuovo alfabeto in tutte le comunicazioni pubbliche.
La rimozione della scrittura araba fu quindi difesa sulla base del fatto che non era appropriata per la fonologia turca, che necessitava di una nuova serie di simboli per essere rappresentata correttamente.

#### Guida all'alfabetizzazione (Millet Mektepleri)
Prima dell'adozione del nuovo alfabeto venne stabilito un programma pilota con 3304 unità di classe in giro per la Turchia, per un totale di 64.302 certificati. Questo programma fu dichiarato infruttuoso e venne proposta una nuova organizzazione che sarebbe stata utilizzata per introdurre il nuovo alfabeto. Il nome della nuova organizzazione che sarebbe stata utilizzata nella campagna di alfabetizzazione era "Millet mektepleri".
Il ministro dell'Istruzione nazionale Mustafa Necati Bey approvò la "Direttiva sulle scuole nazionali" (Direttiva) 7284 dell'11 novembre 1928, che stabiliva che ogni cittadino turco di età compresa tra i 16 e i 30 anni (all'epoca solo l'istruzione primaria era stata resa obbligatoria) doveva iscriversi obbligatoriamente al Millet Mektepleri. Fu anche stabilito che sarebbe stato in due fasi. Atatürk divenne il presidente generale delle scuole iniziali (gruppo I) e divenne il "tutor principale" di 52 scuole (scuole di formazione per insegnanti) in tutto il paese, e l'insegnamento, i requisiti dei corsi, il denaro per la fornitura di aule, l'uso dei media per scopi di propaganda, i documenti di quelle scuole furono stabiliti con successo. L'incoraggiamento attivo delle persone da parte dello stesso Atatürk, con molti viaggi nelle campagne per insegnare il nuovo alfabeto, ebbe successo, motivo che portò alla seconda fase.
Nel primo anno della seconda fase (1928) furono aperte 20.487 aule; 1.075.500 persone frequentarono queste scuole, ma solo 597.010 ricevettero il certificato finale. A causa della crisi economica globale (Grande Depressione) i finanziamenti erano insufficienti. La campagna culturale durò solo tre anni e vennero presentati 1 milione e mezzo di certificati. La popolazione totale della Turchia in questo periodo era inferiore a 10 milioni, inclusi gli alunni dell'età dell'istruzione primaria obbligatoria che non erano coperti da questo certificato. Alla fine, la rivoluzione dell'istruzione ebbe successo, poiché il tasso di alfabetizzazione passò dal 9% al 33% in soli 10 anni.

#### Diritto d'autore e stampa
La riforma dell'alfabetizzazione fu sostenuta rafforzando il settore dell'editoria privata con una nuova legge sui diritti d'autore e con congressi per discutere le questioni del diritto d'autore, dell'istruzione pubblica e dell'editoria scientifica.

### Secolarizzazione del curriculum
Un'altra parte importante delle riforme di Atatürk comprendeva la sua enfasi sulla lingua e la storia turca, portando alla creazione dell'istituzione linguistica estremamente, se non eccessivamente, prescrittivista, l'Organizzazione linguistica turca e la Società storica tuca per la ricerca sulla lingua e la storia turca, durante gli anni 1931-1932. L'adattamento del vocabolario tecnico fu un altro passo della modernizzazione. Il turco non tecnico fu vernacolato e semplificato sulla base del fatto che la lingua del popolo turco sarebbe dovuta essere comprensibile dal popolo. Un buon esempio è la parola turca "Bilgisayar" (Bilgi = "informazioni", Sayar = "contatore"), che è stato adattata per la parola "computer".
Il secondo presidente della Turchia, İsmet İnönü, spiegò il motivo dell'adozione dei caratteri latini: "La riforma dell'alfabeto non può essere attribuita alla facilità di lettura e scrittura. Questo era il motivo di Enver Pasha. Per noi, il grande impatto e il vantaggio della riforma dell'alfabeto è stato che ha facilitato la strada verso la riforma culturale. Abbiamo inevitabilmente perso il nostro legame con la cultura araba".
L'introduzione dell'alfabeto è stata descritta dallo storico Bernard Lewis come "non tanto pratica quanto pedagogica, quanto sociale e culturale - e Mustafa Kemal, costringendo la sua gente ad accettarlo, stava sbattendo una porta sul passato e aprendo una porta verso il futuro." Fu accompagnato da uno sforzo sistematico per liberare la lingua turca dai prestiti linguistici arabi e persiani, spesso sostituendoli con parole delle lingue occidentali, in particolare il francese. Atatürk disse al suo amico Falih Rıfkı Atay, membro della Commissione linguistica del governo, che attuando la riforma avrebbe "ripulito la mente turca dalle sue radici arabe".
Yaşar Nabi, uno dei principali giornalisti filo-kemalisti, sostenne negli anni '60 che la riforma dell'alfabeto era stata fondamentale per creare una nuova identità della Turchia orientata verso Occidente. Notò che i turchi più giovani, a cui era stato insegnato solo l'alfabeto latino, erano a loro agio nel comprendere la cultura occidentale ma erano del tutto incapaci di interagire con la cultura mediorientale. Il nuovo alfabeto fu adottato molto rapidamente e ottenne presto un'ampia accettazione. Tuttavia, la scrittura in arabo turco continuò comunque ad essere usata dalle persone anziane nella corrispondenza privata, negli appunti e nei diari fino agli anni '60.
È stato sostenuto dalle élite kemaliste al potere che hanno spinto questa riforma che l'abbandono della scrittura araba non era solo un'espressione simbolica di secolarizzazione che rompeva il legame con i testi islamici ottomani a cui aveva accesso solo un gruppo minore di ulema. La scrittura latina avrebbe reso la lettura e la scrittura più facili da imparare e avrebbe migliorato di conseguenza il tasso di alfabetizzazione, che alla fine fu raggiunto. Il cambiamento fu motivato da un preciso obiettivo politico: rompere il legame con il passato ottomano e islamico e orientare il nuovo stato della Turchia verso l'Occidente e lontano dalle tradizionali terre ottomane del Medio Oriente.

#### Governo
L'idea della monarchia assoluta nei libri di testo fu sostituita dall'ideologia limitata nota come liberalismo. Gli insegnamenti di Jean-Jacques Rousseau e delle repubbliche basate su Montesquieu furono aggiunti come contenuto.
Şerif Mardin ha osservato che "Atatürk ha imposto l'alfabeto latino obbligatorio per promuovere la consapevolezza nazionale dei turchi contro una più ampia identità musulmana. È anche imperativo aggiungere che sperava di collegare il nazionalismo turco alla civiltà moderna dell'Europa occidentale, che ha abbracciato l'alfabeto latino".
Il carattere esplicitamente nazionalistico e ideologico della riforma dell'alfabeto era illustrato dagli opuscoli emessi dal governo per insegnare alla popolazione la nuova scrittura. Comprendeva esempi di frasi volte a screditare il governo ottomano e instillare i valori "turchi" aggiornati, come: "Atatürk si alleò con la nazione e scacciò i sultani dalla patria"; "Le tasse vengono spese per le proprietà comuni della nazione. Le tasse sono un debito che dobbiamo pagare"; "È dovere di ogni turco difendere la patria dai nemici". La riforma dell'alfabeto fu promossa come redenzione del popolo turco dall'incuria dei governanti ottomani: "I sultani non pensavano al pubblico, il comandante di Ghazi [Atatürk] salvò la nazione dai nemici e dalla schiavitù. E ora ha dichiarato una campagna contro l'ignoranza. Ha armato la nazione con il nuovo alfabeto turco".

## Riforme economiche
Il perseguimento di politiche economiche controllate dallo Stato da parte di Atatürk e İsmet İnönü era guidato da una visione nazionale: volevano unire il paese, eliminare il controllo straniero dell'economia e migliorare le comunicazioni. Istanbul, un porto commerciale con imprese straniere internazionali, fu abbandonata e le risorse vennero incanalate verso altre città meno sviluppate, al fine di stabilire uno sviluppo più equilibrato in tutto il paese.

### Agricoltura

#### Riforma agraria
La riforma agraria culminò nella legge di riforma del 1945. Tuttavia, i tentativi di riformare il sistema feudale ottomano (in turco Ağalık) furono accolti meno bene. In parte perché le idee alla base di questa riforma agraria non erano state adeguatamente comprese e vi erano numerose interpretazioni controverse e spesso contraddittorie.

#### Istituzione delle fattorie modello
Il Ministero dell'alimentazione, dell'agricoltura e dell'allevamento fu istituito nel 1924. Il ministero promosse l'agricoltura attraverso la creazione di fattorie modello. Una di queste fattorie divenne in seguito un'area ricreativa pubblica per servire la capitale, conosciuta come Fattoria e zoo forestale di Atatürk.

### Industria
Lo sviluppo dell'industria fu promosso da strategie come la sostituzione delle importazioni e la fondazione di imprese e banche statali. Le riforme economiche includevano la creazione di molte fabbriche statali in tutto il paese per l'agricoltura, la produzione di macchine e le industrie tessili.
Molte di queste divennero imprese di successo e vennero privatizzate durante l'ultima parte del XX secolo.

#### Nazionalizzazione
Il tabacco turco era un'importante coltura industriale, mentre la sua coltivazione e produzione erano monopoli francesi sotto le capitolazioni dell'Impero ottomano. Il commercio di tabacco e sigarette era controllato da due società francesi, la Société Regie e la Narquileh Tobacco. L'Impero ottomano diede il monopolio del tabacco alla Banca ottomana come società per azioni sotto il Consiglio del debito pubblico. La Regie, come parte del Consiglio del Debito Pubblico, aveva il controllo sulla produzione, lo stoccaggio e la distribuzione (inclusa l'esportazione) con un controllo dei prezzi incontrastato. Gli agricoltori turchi dipendevano dalla Regie per il loro sostentamento. Nel 1925, questa azienda fu rilevata dallo Stato e chiamata Tekel.
Lo sviluppo di una rete ferroviaria nazionale fu un altro passo importante per l'industrializzazione. Le Ferrovie Statali della Repubblica Turca (TCDD) furono costituite il 31 maggio 1927 e la sua rete era gestita da compagnie straniere. Il TCDD rilevò successivamente rilevato il Chemin de fer d'Anatolie-Baghdad (Ferrovia Anatolica o CFOA). Il 1º giugno 1927 aveva il controllo dei binari dell'ex Ferrovia Anatolica (CFOA) e della linea ferroviaria Transcaucasica all'interno dei confini turchi. Questa istituzione sviluppò una vasta rete ferroviaria in brevissimo tempo. Nel 1927, gli obiettivi di costruzione stradale furono incorporati nei piani di sviluppo. La rete stradale era composta da 13885 km (8628 mi) di strade in rovina, 4450 km (2770 mi) di strade stabilizzate e 94 ponti. Nel 1935 fu istituita una nuova entità sotto il governo chiamata Sose ve Kopruler Reisligi che avrebbe guidato lo sviluppo di nuove strade dopo la seconda guerra mondiale. Tuttavia, nel 1937, i 22000 km (14000 mi) delle strade in Turchia aumentò le ferrovie.

### Finanza

#### Istituzione del sistema bancario
Nel 1924 fu fondata la prima banca turca Türkiye İş Bankası. La creazione della banca fu una risposta alla crescente esigenza di un'istituzione realmente nazionale e alla nascita di un sistema bancario in grado di sostenere le attività economiche, di gestire i fondi accumulati a seguito di politiche di incentivazione al risparmio e, ove necessario, di estendere le risorse che avrebbero potuto innescare uno slancio industriale.
Nel 1931 fu realizzata la Banca centrale della Repubblica di Turchia. Lo scopo principale della banca era quello di avere il controllo sul tasso di cambio e il ruolo della Banca Ottomana durante i suoi primi anni come banca centrale fu gradualmente eliminato. Successivamente furono fondate banche specializzate come la Sümerbank (1932) e l'Etibank (1935).

#### Debiti / capitolazioni internazionali
L'Amministrazione del Debito pubblico ottomano (OPDA) era un'organizzazione controllata dall'Europa fondata nel 1881 per riscuotere i pagamenti che l'Impero ottomano dovuti alle società europee nel debito pubblico ottomano. L'OPDA divenne una vasta burocrazia essenzialmente indipendente all'interno della burocrazia ottomana, gestita dai creditori. Impiegava 5.000 funzionari che riscuotevano le tasse che venivano poi trasferite ai creditori europei. Le capitolazioni dell'Impero ottomano erano generalmente atti bilaterali in base ai quali ciascuna parte contraente stipulava accordi definiti nei confronti dell'altra, non semplici concessioni. Erano concessioni fatte dai successivi sultani alle nazioni cristiane, che conferivano diritti e privilegi a favore dei loro sudditi (cristiani / minoranze) residenti o commercianti nei domini ottomani, per stabilire la politica nei confronti degli Stati europei.
Le capitolazioni dell'Impero ottomano furono rimosse dal Trattato di Losanna (1923), in particolare dall'articolo 28. Durante la Conferenza di Parigi del 1925, i riformatori pagarono il 62% del debito dell'Impero ottomano prima del 1912 e il 77% del debito dell'Impero ottomano dopo il 1912. Con il Trattato di Parigi del 1933, la Turchia diminuì tale importo a suo favore e accettò di pagare 84,6 milioni di lire sul restante totale di 161,3 milioni di lire di debito ottomano. L'ultimo pagamento del debito ottomano venne effettuato dalla Turchia il 25 maggio 1954.

## Analisi

### Argomenti sull'origine
Le riforme furono guidate dal progresso educativo e scientifico e basate sui principi dell'illuminismo positivista e razionalista. I membri del Partito Popolare Repubblicano, per lo più diplomati delle "scuole moderne" che furono istituite durante l'era di Tanzimat, applicarono la loro modernizzazione di ispirazione occidentale a tutte le aree di governo.

### Argomenti sull'efficacia
Alcune persone pensavano che il ritmo del cambiamento sotto Atatürk fosse troppo rapido poiché, nel suo tentativo di modernizzare la Turchia, avrebbe effettivamente abolito tradizioni secolari. Tuttavia, la maggior parte della popolazione accettò volentieri le riforme, anche se alcune erano viste come riflettenti le opinioni delle élite urbane a scapito degli abitanti generalmente analfabeti delle campagne rurali, dove i sentimenti religiosi e le norme consuetudinarie tendevano ad essere più forti.
Probabilmente l'area di riforma più controversa è stata quella della religione. La politica della laicità di stato ("neutralità attiva") incontrò all'epoca un'opposizione e continuò a generare un grado considerevole di tensione sociale e politica. Tuttavia, qualsiasi movimento politico che avesse voluto tentare di imbrigliare il sentimento religioso a scapito della laicità turca, avrebbe rischiato di affrontare l'opposizione delle forze armate, che si sono sempre considerate il principale e fedele guardiano della laicità. Alcuni autori affermano che un esempio storico sia il caso del primo ministro Adnan Menderes, che fu rovesciato dai militari nel 1960. Egli e due dei suoi ministri furono impiccati dal tribunale militare. Tuttavia, le loro accuse non riguardavano l'essere anti-secolari. Sebbene Menderes avesse allentato alcune restrizioni sulla religione, bandì anche il Partito delle Nazioni, un partito dichiaratamente islamico. Inoltre, le accuse al Tribunale militare non comportavano attività anti-secolari e si può concludere che Menderes era nel complesso a favore del sistema laico.

### Argomenti sulla riforma o sulla rivoluzione
Il termine turco per le riforme di Atatürk significa letteralmente "le rivoluzioni di Atatürk", poiché, in senso stretto, i cambiamenti erano troppo profondi per essere descritti come semplici "riforme". Riflette anche la convinzione che quei cambiamenti, implementati com'erano durante il periodo del partito unico, erano più in linea con gli atteggiamenti dell'élite progressista del paese che con una popolazione generale abituata a secoli di stabilità ottomana.

### I militari e la Repubblica
Le riforme non solo riorganizzarono tutte le istituzioni sociali della società turca, ma sostituirono anche i valori sociali e politici dello Stato. Questa nuova ideologia laica dello Stato sarebbe diventata nota come kemalismo, ed è la base della Repubblica democratica turca. Dall'istituzione della repubblica l'esercito turco si è percepito come il guardiano del kemalismo, ed è intervenuto a tal fine nella politica turca in diverse occasioni, compreso il rovesciamento dei governi civili con il colpo di Stato. Sebbene ciò possa sembrare contrario agli ideali democratici, è stato sostenuto dalle autorità militari e dai secolaristi come necessario alla luce della storia turca, degli sforzi in corso per mantenere un governo laico e del fatto che le riforme sono state attuate in un momento in cui i militari occupavano il 16,9% delle posizioni lavorative professionali (il dato corrispondente oggi è solo del 3%).

## Pietre miliari delle riforme

### Anni 1920
- Politica: 1º novembre 1922: Abolizione della carica del sultanato ottomano
- Politica: 29 ottobre 1923: Proclamazione della Repubblica - Repubblica di Turchia
- Politica: 3 marzo 1924: Abolizione della carica di califfato detenuta dal Califfato ottomano
- Economica: 24 luglio 1923: Abolizione delle capitolazioni con il Trattato di Losanna
- Materiale didattico: 3 marzo 1924 : Centralizzazione dell'istruzione
- Giuridica: 8 aprile 1924: Abolizione dei tribunali della sharia
- Economica : 1924 : Atto del Fine settimana (Settimana lavorativa)
- Sociale: 25 novembre 1925 : Cambio di copricapo e abbigliamento
- Sociale: 30 novembre 1925: Chiusura dei conventi religiosi e delle logge dei dervisci
- Economica: 1925: Creazione di fattorie modello
- Economica: 1925: ora internazionale e sistema del calendario (calendario gregoriano), fuso orario)
- Legale: 1º marzo 1926: Introduzione della nuova legge penale sul modello del codice penale italiano
- Legale: 4 ottobre 1926: Introduzione del nuovo codice civile sul modello del codice civile svizzero
- Legale: 1926 : Legge sulle Obbligazioni
- Legale: 1926 : Diritto commerciale
- Economica: 31 maggio 1927 : Fondazione delle Ferrovie dello Stato Turche
- Educativa: 1º gennaio 1928: Fondazione dell'Associazione Turca per l'Educazione
- Materiale didattico: 1º novembre 1928: Adozione del nuovo alfabeto turco

### Anni 1930
- Materiale didattico: 1931: Fondazione della Società storica turca per la ricerca sulla storia
- Materiale didattico: 12 luglio 1932: fondazione dell'Associazione per la lingua turca per la regolamentazione della lingua turca
- Economica: 1933: Il Sistema di misure (Sistema internazionale di unità)
- Economica: 1º dicembre 1933 : Primo piano quinquennale di sviluppo (economia pianificata)
- Materiale didattico: 31 maggio 1933 : Regolamento della formazione universitaria
- Sociale: 21 giugno 1934: Legge sui cognomi
- Sociale: 26 novembre 1934: Abolizione di titoli e nomi
- Materiale didattico: 5 dicembre 1934 : Pieni diritti politici per le donne di votare ed essere elette.
- Sociale: 14 ottobre 1935: Chiusura delle logge massoniche[82][83]
- Materiale didattico: 5 febbraio 1937 : Inclusione del principio di laïcité o secolarismo (modello francese) nella costituzione.
- Economica: 1937: Secondo piano quinquennale di sviluppo (economia pianificata)